# Mys Hatteras

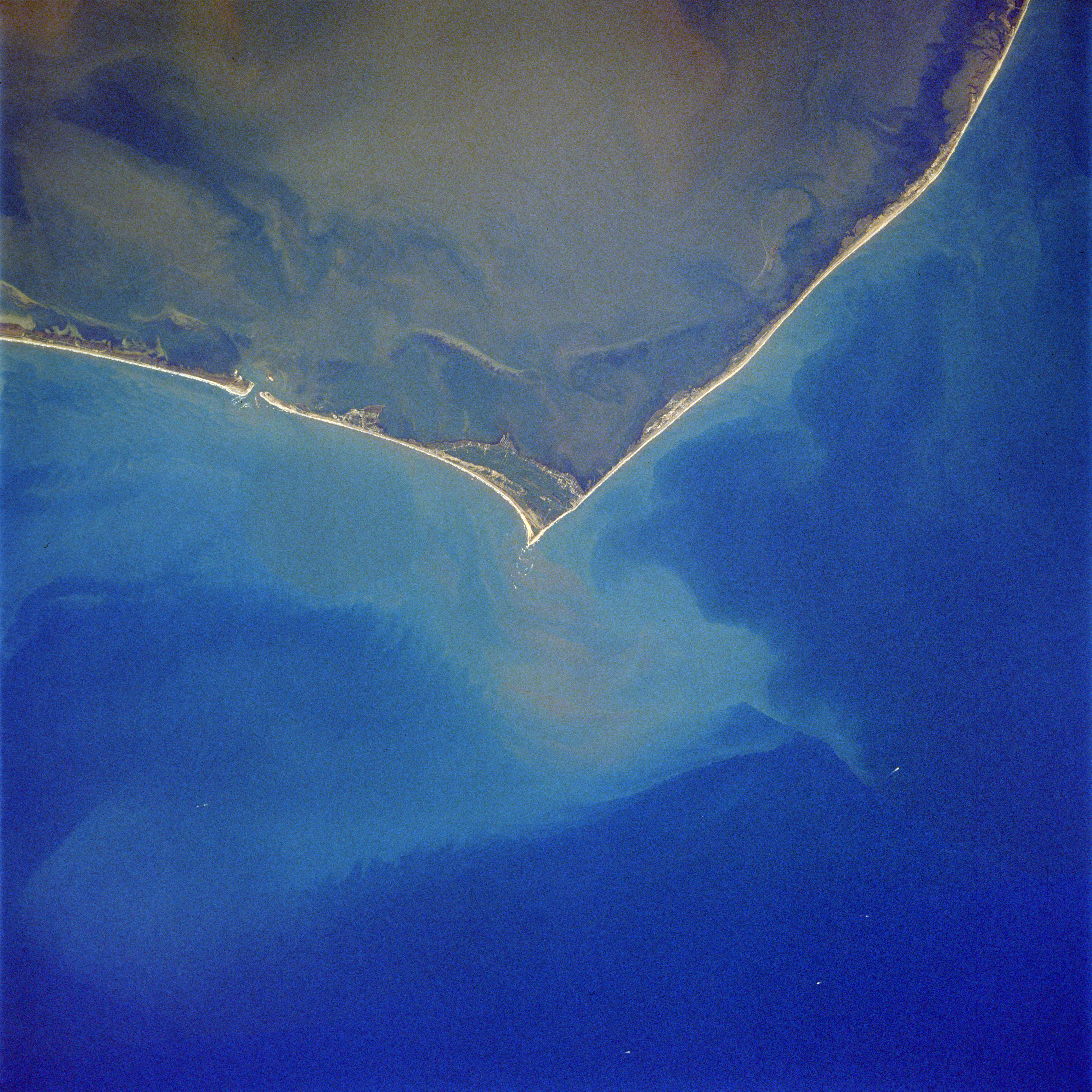
Mys Hatteras (říjen 1989)

Mys Hatteras, anglicky Cape Hatteras, je mys na pobřeží Severní Karolíny. Je to místo, kterým Severní Amerika zasahuje nejdále na jihovýchod do Atlantského oceánu. Mys leží v ohybu ostrova Hatteras.

## Popis
Poblíž mysu Hatteras se střetávají dva mořské proudy, od severu k jihu přináší studené vody Labradorský proud, od jihu k severu proudí rychlý a teplý Golfský proud. Díky proudění se vytváří v příbřežních vodách četné víry a mělké písečné lavice, ty zasahují až 14 mil od pobřeží. Lavicím se říká Diamond Shoals.
Protože námořníci zohledňují mořské proudy při své plavbě, plaví se blízko břehů mysu Hatteras a dostávají se do neklidných mělkých vod, navíc je u mysu častý výskyt bouří. Ve vodách mysu Hatteras ztroskotalo tolik lodí, že se mu přezdívá „Graveyard of the Atlantic“ (vrakoviště Atlantiku). Asi nejznámější ztroskotanou lodí je USS Monitor, který se zde potopil 31. prosince 1862.
Neblaze proslulé jsou na mysu Hatteras ničivé projevy hurikánů, které se přesunují po svých drahách podél východního pobřeží USA. Okolí mysu bylo hodně poničeno v roce 2003 hurikánem Isabel.

## Maják
Hatteras je významný pro námořní plavbu. První maják byl na mysu postaven v roce 1803, nahrazen byl novým majákem už v roce 1870. Současný maják je nejvyšší v USA a zároveň je nejvyšší zděný maják světa (2009). V roce 1999 si ustupující pobřežní čára vynutila přemístění majáku více do vnitrozemí.

## Jméno
Jméno Hatteras je šestým nejstarším dochovaným anglickým geografickým názvem v USA. Zátoka severně od mysu byla pojmenována Hatrask v roce 1585 sirem Richardem Grenvillem, admirálem vezoucím kolonizační výpravu na Roanoke Island. Jméno se později přeneslo na ostrov i na mys, přičemž se postupem času změnilo na Hatteras.